# Nagy-Dímun
Nagy-Dímun (feröeriül: Stóra Dímun, dánul: Store Dimon) egy sziget Feröeren. Gyakran egyszerűen Dímunnak nevezik.

## Földrajz

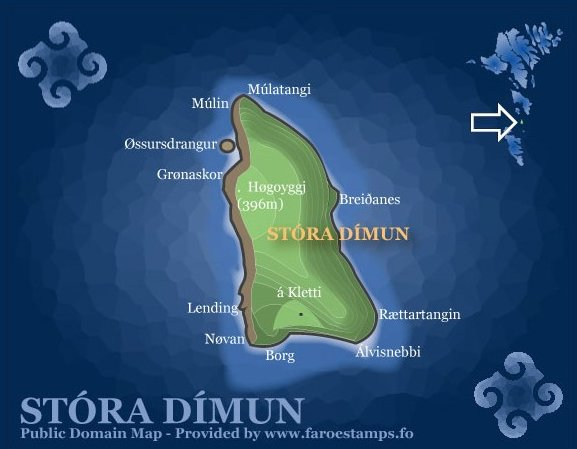
Nagy-Dímun térképe

Nagy-Dímun 2,62 km²-es területével a harmadik legkisebb Feröer szigetei közül. A sziget Sandoy régióhoz tartozik. Két fontosabb csúcsa a Høgoyggj (396 m) és a Klettarnir (308 m).

### Élővilág
A sziget madárvilága nemzetközi jelentőségű. Évente mintegy 130 000 pár tengeri madár költ ezeken a területeken. A legjelentősebb fajok a lunda (40 000 pár), a háromujjú csüllő (36 900 pár), az európai viharfecske (15 000 pár), a lumma (29 600 egyed) és a fekete lumma (50 pár).
A szigeten napjainkban mintegy 400 juh legel. Itt figyelték meg az óriásalka utolsó feröeri példányát 1808-ban.

## Népesség
A sziget egyetlen települése Stóra Dímun, ahol jelenleg egyetlen család él.
| Év              | Lakosság |
| --------------- | -------- |
| 1986. január 1. | 7        |
| 1991. január 1. | 8        |
| 1996. január 1. | 8        |
| 2001. január 1. | 7        |
| 2006. január 1. | 7        |

## Közlekedés
A sziget csak kedvező időjárási viszonyok esetén megközelíthető. Komp nem közlekedik itt, csak heti három helikopterjárat.